# Inga affinis
Inga affinis är en ärtväxtart som beskrevs av Dc. Inga affinis ingår i släktet Inga och familjen ärtväxter. Inga underarter finns listade i Catalogue of Life.